# Deaf President Now
La Deaf Presidente Now (lett. Presidente Sordo Ora) era una protesta della comunità sorda statunitense per la richiesta di candidare un membro sordo che finora la Gallaudet University era amministrata dagli udenti (non sordi).
La protesta durò dal 6 al 13 marzo del 1988.
L'ultima presidentessa non sorda era Elisabeth Zinser. I candidati sordi per il seggio da presidente erano: Irving King Jordan (che di seguito venne eletto per la prima volta a coprire la carica come persona sorda) e Harvey Corson (era direttore sordo della Louisiana School for the Deaf). Con la protesta, Elisabeth Zinser, si dimisse l'11 marzo 1988 lasciando il seggio ad Irving King Jordan.

## Cultura di massa
L'episodio La rivolta della serie televisiva Switched at Birth - Al posto tuo è vagamente ispirata alla protesta.
Il film documentario, Deaf President Now!, dei registi Nyle DiMarco e Davis Guggenheim, pubblicato su Apple TV+ nel 2025.